# Novakid
Novakid este o platformă online de educație în limba engleză cu sediul în San Francisco, California.

## Istoric
Novakid a fost fondată în 2017 de Maxim (Max) Azarov și Dmitry Malin, ca o platformă care folosește elemente de gamificare și realitate virtuală pentru a implica elevii mici.
În 2018, Novakid s-a extins internațional, devenind disponibilă în Turcia și Polonia; până în 2020 ajunsese în Europa, Orientul Mijlociu și Asia.
În contextul pandemiei de COVID-19 (2020), platforma a înregistrat creștere și a atras finanțare: 1,5 milioane USD runda seed, urmată de 4,25 milioane USD runda Serie A. În 2021 a urmat o finanțare de 35 milioane USD (Serie B).
În 2023, Novakid a devenit profitabilă, iar în 2024 a achiziționat Lingumi, o aplicație din Regatul Unit pentru preșcolari, lansând totodată divizia „Novakid Junior” pentru învățare ghidată de inteligență artificială.

## Platformă
Novakid oferă lecții de engleză printr-un mediu de clasă virtual, folosind tehnici de gamificare, urmărirea progresului în contul părintelui și conținut interactiv (exerciții, teste, tururi de realitate virtuală). Programa combină lecții live cu exerciții de vocabular și gramatică.
În 2024, Novakid anunța peste 70.000 de utilizatori activi la nivel global.